# Titularbistum Abbir Germaniciana
Abbir Germaniciana ist ein Titularbistum der römisch-katholischen Kirche.
Es geht zurück auf einen untergegangenen Bischofssitz in der gleichnamigen antiken Stadt Abbir Germaniciana.
| Titularbischöfe von Abbir Germaniciana |                      |                                                   |                  |                   |
| Nr.                                    | Name                 | Amt                                               | von              | bis               |
| 1                                      | Paul Bouque SCI      | emeritierter Bischof von Nkongsamba (Kamerun)     | 16. Juni 1964    | 11. August 1976   |
| 2                                      | Aloísio Sinésio Bohn | Weihbischof in Brasilia (Brasilien)               | 27. Juni 1977    | 13. Februar 1980  |
| 3                                      | Hermann Josef Spital | Weihbischof in Münster (Deutschland)              | 15. Oktober 1980 | 24. Februar 1981  |
| 4                                      | Leo Schwarz          | Weihbischof in Trier (Deutschland)                | 4. Januar 1982   | 26. November 2018 |
| 5                                      | Gerhard Schneider    | Weihbischof in Rottenburg-Stuttgart (Deutschland) | 16. April 2019   |                   |